# Párátko

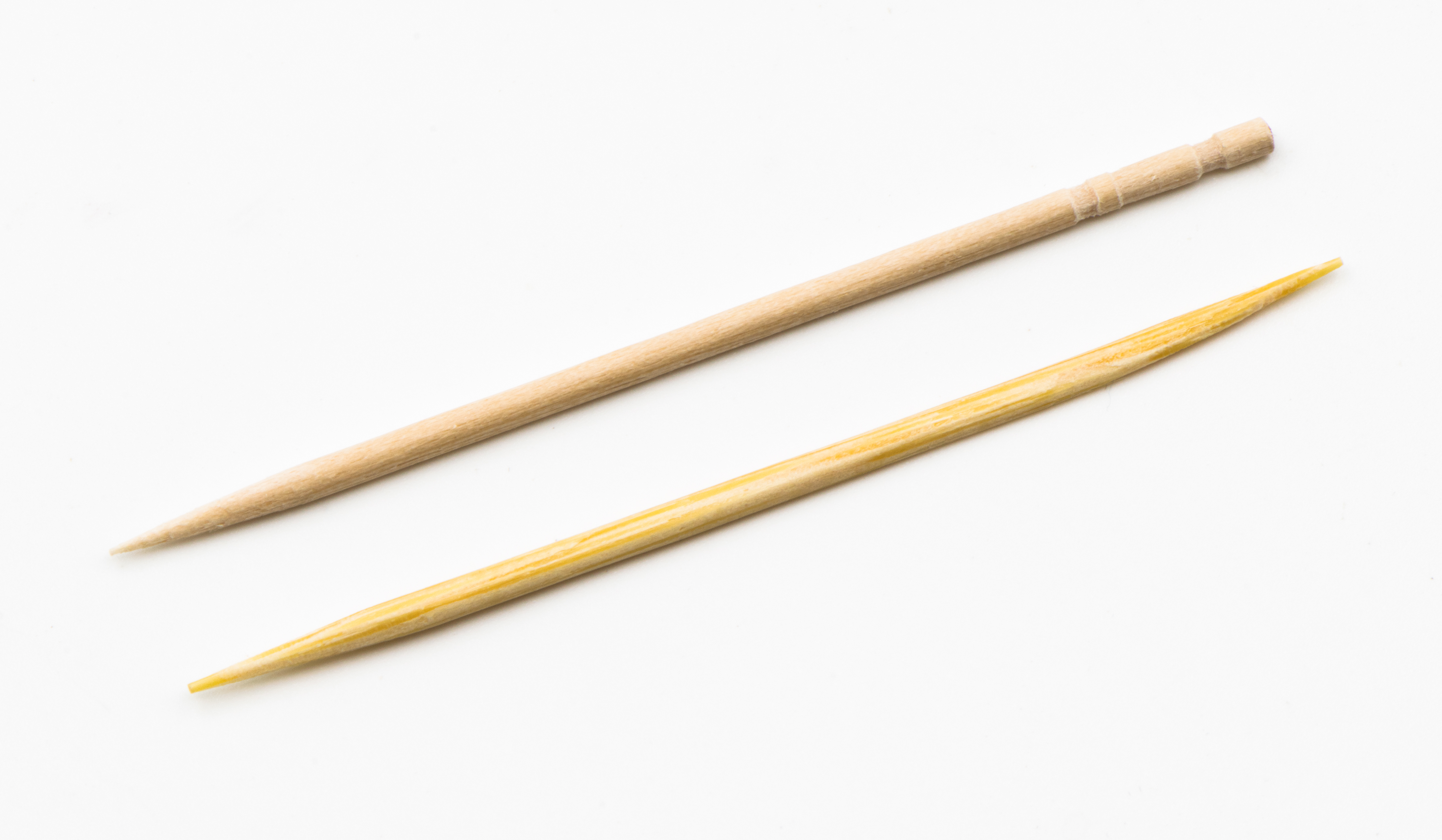
Párátko.

Párátko je drobná – zpravidla dřevěná pomůcka – sloužící k vynětí uvízlé potravy z mezizubních prostor. Jedná se o tenkou podlouhlou asi 5 až 8 cm dlouhou tyčinku (špejli) zakončenou hrotem, a to buď na jedné nebo na obou stranách.
Z hygienických důvodů se jednou osobou použité párátko dále nepoužívá a je odpadem.

## Historie

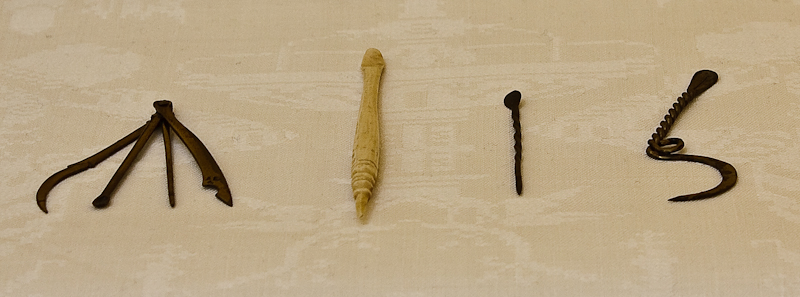
Různá párátka z Holandska z let 1500-1550, materiál mosaz a kost.

Zubní párátko, i když ne v podobě jak je známo dnes, provází lidstvo od pravěku. Jako první párátka byly používány drobné kosti, dřevěné třísky, brka a jiné. Odstraňování zbytků potravy z mezizubního prostoru mělo mimo hygienických důvodů i důvody náboženské. Dochovaná párátka byla nalezena mezi pohřebními předměty v hrobech odkrytých v Itálii a ve Švýcarsku. Párátka se v 17. století stala i luxusním doplňkem a byla umělecky zpracována, vyráběna z drahých kovů a osázena drahými kameny.
Podnět k výrobě párátek pochází z Brazílie.[zdroj?] Tehdy si Charles Forster (nar. 1816 v Charlestonu ve státě Massachusetts) v Brazílii povšiml, že domorodci mají čisté zuby díky tomu, že si odstraňují zbytky potravy z mezizubních prostor a to jej inspirovalo k dovozu párátek do USA a pak k jejich výrobě. Párátko, již podobné dnešnímu, začal masově vyrábět Charles Forster ve Spojených státech amerických v roce 1860, v roce 1870 při použití strojní výroby, kdy dokázal vyprodukovat kolem 1,5 milionů kusů za den. K tomu je potřeba jeden až dva stromy.
Poprvé byla párátka, ještě dovážená, nabízena v restauraci Union Oyster House (nejstarší restauraci v Bostonu a nejstarší restaurace v nepřetržitém provozu v USA otevřené v roce 1826). Párátka byla natolik módní, že lidé dávali přednost návštěvě restaurace, která nabízela párátka. Byla prodávána i žvýkací párátka ze skořice, která vznikla v roce 1949, a začal je prodávat drogista T. Baden, nejprve jako potěšení pro děti.
Z pomerančovníku se ručně vyráběla portugalská párátka Palitos de Coimbra až do 70. let 20. století. Tato dlouhá párátka (15 až 25 cm) byla zvláště oblíbená v Brazílii a Argentině.

## Současnost
V současnosti je na celém světě spotřebováno několik stovek miliard těchto drobných dřevěných kousků ročně. Moderní doba omezila význam párátek na aktuální pomoc. Dlouhodobá péče o zuby užívá různé verze novějších pomůcek, jako jsou zubní niť a mezizubní kartáčky.

## Materiál
Důležitým parametrem je materiál, který určuje jejich lámavost, nasákavost i vzhled. Párátka se nyní zpravidla vyrábějí z různých dřev, zejména tvrdých druhů, výborná jsou z bambusu. Také jsou ovšem kovová a plastová.